# 鹿児島市街地の温泉
鹿児島市街地の温泉（かごしましがいちのおんせん）では、鹿児島県鹿児島市（旧国薩摩国）の市街地にある温泉群について述べる。

## 泉質
- 単純温泉、炭酸水素塩泉、塩化物泉。（源泉によって異なる）
  - 源泉温度33 - 48℃。（源泉によって異なる）

南北約15キロメートル、東西約10キロメートルの範囲に200本以上の源泉があり、深さ500 - 1200メートルの地下からくみ上げられている。

## 温泉街
温泉群は鹿児島市の市街地内に散在しており、おおむね鹿児島市の市街地全体が温泉街といえる。鹿児島市街地にある公衆浴場のほとんどが温泉を利用している。
温泉を利用していない公衆浴場を探すほうが難しい状況となっている。

## 歴史
鹿児島市街地周辺は湧出温度の低い鉱泉がいくつか知られていたが、もともと温泉のない地域であった。嘉永あるいは安政年間（1850年代）、島津斉彬の命令により市街地中心部から北西へ約6キロメートル離れた河頭（こがしら）で温泉の開発が行われ、湧出温度33℃の温泉が利用されるようになった。湯は藩邸まで運搬され浴用に供されていたが、この温泉は後に廃止されている。1929年（昭和4年）、片川弥一によって本格的な開発が始められた。掘削を行ったのは石井峯次郎であり上総掘りの技術が用いられた。このときの開発による最初の温泉施設は鹿児島温泉と名付けられている。その後の調査や掘削技術の進歩に伴って1960年（昭和35年）頃から多くの宿泊施設で温泉が利用されるようになり、1965年（昭和40年）以降は銭湯でも温泉を利用することが一般的となった。

## アクセス
- 鉄道：九州新幹線鹿児島中央駅下車。
- 空路：鹿児島空港よりバスで約50分。